# Tangara à front noir
Trichothraupis melanops
Genre
Espèce
Statut de conservation UICN

 LC  : Préoccupation mineure
Le Tangara à front noir (Trichothraupis melanops) est une espèce de passereaux appartenant à la famille des Thraupidae. C'est la seule espèce du genre Trichothraupis.

## Description
Le dessous est fauve, le dos et la tête sont brun-olive terne, la queue et les ailes sont noires avec un miroir blanc difficile à voir quand l'oiseau est perché mais bien visible en vol). Le mâle a une couronne jaune et un grand bandeau noir autour des yeux.

## Répartition
On le trouve en faible abondance dans les forêts et les bois d'une grande partie de l'est et du sud du Brésil, à l'est du Paraguay et à l'extrême nord-est de l'Argentine, avec une population isolée le long du versant est des Andes au Pérou, en Bolivie et à l'extrême nord-ouest de l'Argentine. Bien que généralement commun, la population des Andes est relativement locale et rare.